# Oerd van Cuijlenborg
Oerd van Cuijlenborg (1973) is een Nederlands animatiefilmer, montageman en filmregisseur. Sinds 2006 woont Van Cuijlenborg in Parijs en werkt hij in Frankrijk. In zijn keuze voor semi-abstracte animatie is hij - naar eigen zeggen - sterk geïnspireerd door Norman McLaren en in het bijzonder diens Begone Dull Care uit 1949.

## Loopbaan
Na zijn opleiding Autonoom Schilderen aan de Hogeschool voor de Kunsten Utrecht in 1997 maakte Van Cuijlenborg twee films bij de Animatie Ateliers van het NIAf. Zodiac, de derde, maakte hij als "Artiste en Residence" voor Studio Folimage. In juni 2003 was zijn werk te zien op de expositie "Animation en mouvement - le cinéma d’animation néerlandais aujourd’hui'". Voor v e r s (School der Poëzie) maakte Van Cuijlenborg een "La Linea-achtige animatie" (Trouw), een verfilming van een gedicht van Mustafa Sitou.
In 2010 ontving hij voor An Abstract Day de MovieSquad (jeugdjury) HAFF Award 2010 prijs en de Stimulans voor Succes 2010 prijs. Dankzij deze laatste heeft Van Cuijlenborg in 2012 een nieuw project kunnen voltooien: een korte film gebaseerd op beelden gemaakt op 16mm-film, A Direct Film Farewell. Sinds 2004 is Van Cuijlenborg verbonden aan il Luster producties. Hij werkt zowel onafhankelijk als in opdracht.

## Werk
- Jazzimation 1999 - (Best first film Cinanima 99, nominatie Gouden Kalf 1999 voor de Beste Korte Documentaire)
- Scratch 2000
- Zodiac 2001
- DICHT/VORM - Koppig 2002
- 8.1 2005
- Chasing Dreams (voor Brisk/Blik) 2005
- Alles is Nieuw (2006
- De hele vis 2007.
- An Abstract Day 2010
- A Direct Film Farewell 2012